# Piotr Kasperski
Piotr Kasperski (ur. 7 marca 1972 w Poznaniu) – polski piłkarz, grający na pozycji pomocnika.

## Sukcesy
Roda JC Kerkrade:
- Puchar Holandii: 1996/1997

Amica Wronki:
- Puchar Polski: 1998/1999
- Superpuchar Polski: 1999